# シャナヒー
シャナヒー (Shanachie) は、スウェーデンやノルウェーなど北欧の伝承音楽を中心に独自のアレンジで演奏する日本のユニット。

## 概説
シャナヒー (Shanachie) はゲール語で「語り部」を意味し、人の琴線に触れる音楽を、もっとたくさんの人々に伝えていきたいという思いで名づけられ、1998年4月、Nami (上原奈未) をリーダーとして結成された。
歴史的背景のある伝承曲や物語歌、各国のダンス音楽を中心に、トラディショナルに留まらない独自の世界を持ったサウンドで、ホールや美術館、植物園、プラネタリウムなどにおいて様々なスタイルで演奏活動を行っている。
ザ・フェニックスホールが公演を公募・審査する「フェニックス・エヴォリューションシリーズ」では、第47回目の公演として認められ、2008年2月13日には、ノルウェー王国大使館、スウェーデン大使館、アイルランド大使館を後援としたコンサート「青の時間」、2011年11月22日にはノルウェー王国大使館を後援として「ノルウェーの最重要デュオ」とも評されるスーダン・デューダン (Sudan Dudan) との共演コンサート「Ballads ノルウェーの物語歌」を成功させるなど、高い評価を不動のものにしつつある。
テンペラ画家の清嶋素子との出会いから、絵と音楽のコラボレーションを開始。2nd・3rd・4thアルバムでは清嶋がジャケットを手掛け、2016年には清嶋素子のイラストとシャナヒーの音楽による初の譜面集を制作。2016年からは4人のボーカリスト「藤木信希(コトリ木)」「ほりおみわ」「寺田侑加(U-full)」「竹下咲(INUUNIQ)」によるユニット『アンニコル(Annikor)』ともコラボしている。

## メンバー
- Nami ： ピアノ、オルガン、シンセサイザー、フォークハープと作編曲を担当。大学在学中よりヨーロッパの古楽やワールドミュージックに出会い、様々なグループで作曲、編曲、ピアノ、シンセサイザーを担当する。後に北欧、イギリスやアイルランドの伝承音楽と出会い、1998年4月にシャナヒーを結成、リーダーを務める。またスコットランドやケープブレトンの音楽、ダンスとの関わりをきっかけに、ピアノによるケルト音楽の可能性を追求している。シャナヒーのCD製作をはじめ、アーティストのCD製作、TVCM、BGM音源、ラジオ番組など様々な音源製作を行う。2018年2月8日に発売されたPlayStation 4用ゲーム「ドラゴンズクラウン・プロ (Dragon's Crown PRO) 」の音源にハープ奏者として参加。

- Midori ： フィドル担当。様々な楽器でオーケストラやバンド活動を行うが、志向の変化とともに一旦演奏から遠ざかるも、アイリッシュフィドルの演奏に触発され、北欧やケルト、欧州を中心としたフィドル音楽の習得を始める。2002年、「Craic (2003年末に解散)」に加入[3]、CDアルバム『how is the Craic?』をリリース[4]、全国各地でライヴ活動を行う。2005年よりシャナヒーに加入。CDは2ndより参加。TVドラマのBGM、サウンドトラックでの演奏や、様々なミュージシャンとのジョイントライヴなどにも参加。

- Aki ： パーカッション、バウロン担当。中学から吹奏楽の打楽器を始め、高校でマーチングのバッテリーパーカッションを経験。2001年、東京での新人演奏会に出演。マリンバアンサンブル「びーだま」に参加している。アイルランドの打楽器「バウロン」に感銘を受け、 北欧の音楽における打楽器の可能性を追求している。2003年シャナヒー加入。ソリストとしても、マリンバ、ヴィブラフォンのコンサートや、吹奏楽と打楽器での共演を重ねる。様々なサウンドトラック、TVドラマのBGM、ミュージシャンとのライヴやレコーディングに参加。各地で吹奏楽、オーケストラの打楽器パート指導に携わる。2014年には古楽演奏や朗読で活動する近藤明子とのデュオ「Ruusu(ルウス。フィンランド語で薔薇の意)」を結成。

### 元メンバー
- Yuki ： 2000年頃まで在籍。ボーカルとバウロン担当。Yukiが在籍していた当時はNorikoとのダブルボーカルだった。
- Midori ： ヴァイオリンとヴィオラ担当。1st アルバムに参加した(2nd 以降のアルバムに参加し、現在もシャナヒーに在籍するMidoriとは別人)。
- Miwako ： 2007年8月末まで在籍。シンセサイザーを担当。
- Yuko ： 2008年6月にオフィシャルサイトで脱退することを発表。リコーダーを担当。大阪音楽大学非常勤講師の神谷徹に師事し、現在もクラシックや北欧系音楽などの演奏活動、後進の指導を続けている。なお、脱退した年の11月27日に開催されたシャナヒーコンサートにも出演しているが、これはサポートメンバーとしての出演であり、脱退したのは、発表のあった6月と考えて良いと思われる。[5]
- Noriko ： 2009年11月29日のコンサートを最後に脱退したことを自身のブログで発表(2010年1月3日付)。ボーカル担当。神戸女学院大学音楽部非常勤講師の松井智惠に師事した、その歌声は「妖精の歌声」「透明感がある」などと好評を得ていた。現在もソロやグループで活動を続けている。[6]

## アルバムについて
- 『Sally Garden』 シャナヒーの1st アルバム。2005年、Nordic Notesレーベルより発表。[7]「月の庭」や「グリーンスリーブス」など、全10曲。
- 『Time Blue』 シャナヒーの2nd アルバム。2009年、NORRSKENレーベルより発表。[8]「Mermaid」や「A little bird told me」など、全10曲。
- 『Ljus(リュース)』 シャナヒーの3rd アルバム。2013年、Smykke Boksレーベルより発表。[9]「Ljus(リュース)」とは、スウェーデン語で「光」を意味し、ノルウェーを中心とした北欧のトラッドの旋律をモチーフとした全12曲を収録。シャナヒー従来のボーカリスト「Noriko」をはじめ、「藤木信希」「ほりおみわ」の計3名のボーカリストが参加。
- 『CELTSITTOLKE (Vol.1)』 2010年、主に関西で活動するミュージシャンによるケルト・アイリッシュコンピレーションCDとしてGLEN MUSICレーベルより発表。全18曲。[10]うち、シャナヒーは3曲収録。
- 『CELTSITTOLKE LIVE てんこもりJAM in Sonic Hall』 2012年12月、主に関西で活動するケルト・アイリッシュを愛好するミュージシャンによるライブアルバムに参加[11]。全14曲でシャナヒーはTrack8に参加。
- 2016年3月、譜面集『Folk Songs ＆ Tunes Book』を発売。
- PlayStation 3・4・Vita用の2DアクションRPG「オーディンスフィア レイヴスラシル (Odin Sphere Leifthrasir) 」のサウンドトラック発売。
- 『She was under the tree』 シャナヒーの4th アルバム。2018年10月7日、ケルト・北欧音楽のレーベル「Smykke Boks」より発表(販売元は「メタカンパニー」)。結成20周年の記念碑的アルバムは初の器楽作品集となっており「北欧の森」と「女の子」をコンセプトに、スウェーデン、ノルウェー、フィンランドの伝承曲からオリジナル曲まで11曲を収録。寺田侑加(U-full)らが参加している。

## シャナヒーの楽曲・音源使用の作品について
- 2003年、劇団「Hi-tech QuneQune (はいてっくくねくね) 」による作品「森のような海の中」の音楽、テーマ曲の音源製作。[12]
- 2007年、ヴァニラウェア及びアトラスによるPlayStation 2用のロールプレイングゲーム「オーディンスフィア (Odin Sphere)」のテーマ曲のアレンジと製作、及び主題歌を担当。[13]
- 2009年、劇団「風ノ環～fu-ring～」による作品「孤笛のかなた」(原作：上橋菜穂子、理論社、新潮文庫）の音楽、テーマ曲の音源製作。[14]
- 2010年、ドキュメンタリーDVD作品「生きていく」(85分・監督：神吉良輔) のBGM音楽及びエンディング曲の音源製作。[15]
- 2015年、生協での限定販売CD「北欧の暮らしから」にシャナヒー楽曲が収録され、北海道coopのCMで「月の庭」が採用される。また、この年には洸陽電機の事業紹介用動画に「空のポルスカ」が採用された。